# B̃
Cette page contient des caractères spéciaux ou non latins. S’ils s’affichent mal (▯, ?, etc.), consultez la page d’aide Unicode.
B̃ (minuscule : b̃), appelé B tilde, est un graphème utilisé dans l’écriture du babm (en), du maskelynes, de l’uripiv-wala-rano-atchin, et du yanesha. Il s’agit de la lettre B diacritée d’un tilde.

## Utilisation
M. Dupire et Michel de la Vergne de Tressan utilise le b̃ dans leur orthographe du peul dans les années 1950.

## Représentations informatiques
Le B tilde peut être représenté avec les caractères Unicode suivants :
- décomposé (latin de base, diacritiques) :

| formes    | représentations | chaînes de caractères | points de code | descriptions                                |
| --------- | --------------- | --------------------- | -------------- | ------------------------------------------- |
| capitale  | B̃               | B◌̃                    | U+0042 U+0303  | lettre majuscule latine b diacritique tilde |
| minuscule | b̃               | b◌̃                    | U+0062 U+0303  | lettre minuscule latine b diacritique tilde |